# Савино (Печетовское сельское поселение)
Савино — деревня в Кимрском районе Тверской области. Входит в состав Печетовского сельского поселения.

## География
Находится в юго-восточной части Тверской области на расстоянии приблизительно 38 км на север-северо-запад по прямой от районного центра города Кимры в левобережной части района.

## История
Известна была с 1628 года как пустошь, отмечается как деревня с 1784 года. В 1859 году здесь (деревня Корчевского уезда Тверской губернии) было учтено 6 дворов, в 1887 — 19.

## Население
Численность населения: 71 человек (1859 год), 144 (1887), 10 (русские 100 %) 2002 году, 1 в 2010.